# Dragpa Gyatso (Ganden tripa)
Dragpa Gyatso  (1555-1627) was een Tibetaans geestelijke.
Hij was de drieëndertigste Ganden tripa van 1623 tot 1627 en daarmee de hoofdabt van het klooster Ganden en hoogste geestelijke van de gelugtraditie in het Tibetaans boeddhisme.